# Friedrich Gerschow
Friedrich Gerschow (* 1568 in Stettin; † 6. September 1635 in Greifswald) war ein deutscher Jurist und Chronist.

## Leben
Gerschow stammte aus einer Familie, die von Holland nach Pommern eingewandert war und dessen Vater Timotheus in Stettin fürstlicher Rat war. Nachdem er an der Universität Wittenberg und an der Universität Leipzig studiert hatte, wurde er Erzieher des Herzogs Philipp Julius von Pommern. Diesen begleitete er auf einer Reise durch Deutschland, England, Frankreich sowie Italien und verfasste darüber einen ausführlichen Bericht.
Nachdem er mit Philipp Julius verschiedene europäische Universitäten besucht und Kontakte unter anderem zu Julius Pacius und Theodor Beza herstellt hatte, kehrte er an den pommerschen Hof zurück, übernahm 1604 eine Professur an der juristischen Fakultät der Universität Greifswald und promovierte dort 1606 zum Doktor der Rechte.
In seiner Stellung berief er seinen Verwandten Jakob Gerschow an die Greifswalder Universität, hielt Vorlesungen über die Institutionen, betätigte sich bei der chronistischen Auswertung von Urkunden über die pommersche Geschichte und gab eine Reihe juristischer Schriften heraus. Neben seiner Lehrtätigkeit war er als Syndikus der Universität aktiv und vertrat diese bei juristischen Verhandlungen.
Gerschow war für zwei Amtsperioden (1617–1618 und 1628–1629) auch Rektor der Greifswalder Universität.
Seinen Lehrstuhl (damals 'Syndikat' genannt) erhielt 1636 David Mevius, Sohn des Greifswalder Juraprofessors Friedrich Mevius (1576–1636).

## Werke (Auswahl)
- De Legitimo Propriae et privatae Authoritatis Exercitio. Greifswald 1635. (Digitalisat in der Digitalen Bibliothek Mecklenburg-Vorpommern)